# USS Long Island (CVE-1)
Лонг-А́йленд (англ. Long Island, CVE-1) — первый эскортный авианосец, построенный в США, головной в серии из двух кораблей (CVE-1 «Лонг Айленд» и AVG-1/BAVG-1 «Арчер»). Переоборудован из грузового судна «Мормакмейл» (англ. Mormacmail) типа С-3.

## Предыстория
Идея переоборудования лёгких крейсеров и коммерческих судов в малые авианосцы возникла ещё в 1920-е годы. Однако только с началом Второй мировой войны возникла насущная необходимость в строительстве лёгких авианосцев.
Великобритания вступила в войну в сентябре 1939 года, на два года раньше США. Не имея союзников в оккупированной Германией Европе, она зависела от поставок вооружения, оборудования и материалов из Соединённых Штатов. В этих условиях малые авианосцы могли выполнять две важные функции: служить транспортом для поставки в Великобританию боевых самолётов и обеспечивать защиту конвоев в насыщенной немецкими подводными лодками северной Атлантике.

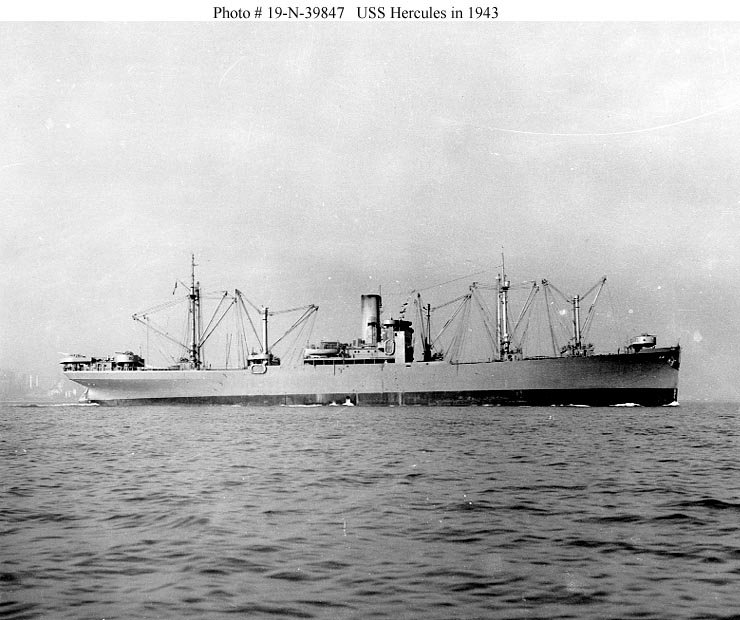
Транспортные суда типа C-3, использованные при переоборудовании

21 октября 1940 года начальник штаба ВМФ США адмирал Старк (англ. Harold Stark) получил служебную записку от советника президента по морским делам, где излагалось предложение Рузвельта о приобретении нескольких гражданских судов с целью переоборудования их в малые авианосцы. На совещании 2 января 1941 года было решено переоборудовать два гражданских транспортных судна, одно из которых оставить в США, а другое передать Великобритании. Детали переоборудования были обсуждены на совещании в офисе начальника штаба ВМФ 6 января 1941 года. Было решено базировать на малых авианосцах обычные самолёты вместо ранее предложенных автожиров (вертолётов); отказаться от укороченной полётной палубы, поскольку она существенно ограничивает боевые возможности малых авианосцев; для решения проблемы дымовых труб использовать для переоборудования суда с дизельными двигателями. 7 января 1941 года адмирал Старк получил информацию, что два транспортных судна типа С-3, «Мормакмейл» (англ. Mormacmail) и «Мормакленд» (англ. Mormacland) готовы для переоборудования. Из-за жёстких сроков завершения реконструкции, установленных Рузвельтом (не более 3 месяцев), было решено предельно упростить конструкцию.

## История
Эскортный авианосец CVE-1 «Лонг Айленд» был вторым кораблём ВМС США, названным этим именем. Он был заложен 7 июля 1939 года и спущен на воду 11 января 1940 года на верфи «Сан Шипбилдинг» (англ. Sun Shipbuilding) в Честере (штат Пенсильвания) как транспортное судно «Мормакмейл».
6 марта 1941 года «Мормакмейл» был приобретён для ВМФ США и встал в док на переоборудование. 2 июня 1941 года он вступил в строй как вспомогательное эскортное судно AVG-1 «Лонг Айленд» под командованием капитана 2 ранга Дональда Дункана (англ. Crd. Donald B. Dunkan), который впоследствии стал первым командиром авианосца «Эссекс».
Ранние планы переоборудования предусматривали укороченную палубу длиной 93 м, однако Бюро аэронавтики потребовало увеличить её по крайней мере до 107 м, необходимых для безопасной посадки гидросамолёта «Сигалл». В окончательном варианте длина палубы составила 110 м. Авиагруппа состояла из 16 самолётов, размещавшихся в ангаре под новой полётной палубой. Авианосец имел один подъёмник для самолётов, максимальная скорость на испытаниях составила 17,6 узла, жилые помещения были рассчитаны на 970 человек, в том числе 190 офицеров.
До японской атаки на Перл-Харбор «Лонг Айленд» базировался в Норфолке (штат Вирджиния) и использовался преимущественно как учебное судно для тренировки пилотов. На нём был получен ценный опыт, использованный при постройке последующих серий эскортных авианосцев.
После вступления США в войну, в конце 1941 и начале 1942 года, «Лонг Айленд» сопровождал конвои в Ньюфаундленд и использовался для тренировки пилотов в Норфолке, а 10 мая 1942 года был переведён на тихоокеанское побережье США. 5 июня он прибыл в Сан-Франциско, где присоединился к линейным силам адмирала Уильяма Пая (англ. William S. Pye) и обеспечивал воздушное прикрытие соединения, вышедшего в море для поддержки адмирала Нимица во время битвы у атолла Мидуэй. 17 июня 1942 года он вернулся на западное побережье США и использовался как учебный авианосец.
8 июля 1942 года «Лонг Айленд» отбыл из Сан-Диего и 17 июля прибыл в Перл-Харбор. После тренировочного плавания к атоллу Пальмира авианосец принял две эскадрильи морской пехоты и 2 августа 1942 года отбыл в южную часть Тихого океана. 7 августа он участвовал в воздушной поддержке высадки десанта на остров Гуадалканал. 13 августа он прибыл на Фиджи, а затем доставил самолёты на аэродром Хендерсон-Филд на Гуадалканале.
20 августа 1942 года он был реклассифицирован в ACV-1 (вспомогательный авианосец) и 23 августа прибыл на остров Эфате (архипелаг Новые Гебриды).
20 сентября 1942 года «Лонг Айленд» возвратился на западное побережье США. В течение 1943 года он использовался как учебный авианосец в Сан-Диего (штат Калифорния). 15 июля 1943 года он был реклассифицирован в CVE-1. В 1944 и 1945 годах он использовался как авиатранспорт, доставлявший самолёты и лётный состав в различные точки тихоокеанского театра военных действий. После капитуляции Японии он участвовал в операции «Magic Carpet» по возвращению на родину американских военнослужащих, воевавших на Тихом океане.
За службу во Второй мировой войне награждён одной боевой звездой (англ. Battle Star).
26 марта 1946 года на верфи «Пьюджет Саунд» «Лонг Айленд» был выведен из состава флота, 12 апреля 1946 года расформирован и 24 апреля 1947 года продан для утилизации компании «Зиделл» (англ. Zidell Ship Dismantling Co.) в Портленде (штат Орегон), однако 12 марта 1948 года куплен Канадско-Европейскими линиями (англ. Canada-Europe Line) для перестройки в коммерческое судно. После завершения перестройки в 1949 году под именем «Нелли» (Nelly) использовался как транспортное судно на трансатлантическом маршруте между Европой и Канадой. В 1953 году продан Университету семи морей (англ. University of the Seven Seas), переименован в «Семь морей» (англ. Seven Seas) и преобразован в учебное судно. В 1966 году продан Университету Роттердама для использования в качестве плавучего общежития и прослужил в этом качестве до 1977 года, после чего был утилизирован в Бельгии.